# Заневский Пост-2
Зане́вский Пост II — железнодорожная станция на линии Дача Долгорукова (Ладожский вокзал) — Горы. Расположена в деревне Заневка (отсюда название) Всеволожского района Ленинградской области.
Линия железной дороги была открыта в 1940 году; она строилась как стратегическая. До и после войны она использовалась для товарных и военных поездов. Для пассажиров она открылась (при этом абсолютно не будучи помеченной в советское время на «общепубличных» картах) значительно позже; первое время на направлении Ржевка — Горы обращалась «летучка» — три-четыре стареньких «плацкартника» под тепловозом ТЭП60 депо Ленинград-Финляндский. С полным окончанием электрификации Финляндского вокзала в июне 1978 года, когда почти все тепловозы ТЭП60 убрали из депо Ленинград-Финляндский, «летучку» заменил дизель-поезд Д1 депо Выборг. После электрификации в 1980-х годах ещё год под предлогом отсутствия высоких платформ на линии дизель-поезд продолжал курсировать, затем его заменил шестивагонный электропоезд ЭР2. В постсоветское время электропоезд уже стал восьмивагонным, а с открытием Ладожского вокзала линия уже стала магистральной.
Заневский Пост II пассажирских платформ не имеет (то есть, физически не существует и не функционирует всё время своего формального «существования») и используется лишь для пропуска поездов без остановки по маршрутам Ладожский вокзал — Горы, Ржевка — Заневский Пост — Горы и Заневский Пост II — Нева (последний только для грузовых поездов).
В Заневке также есть станция Заневский Пост.